# Čajovna U srpnového měsíce
Čajovna U srpnového měsíce je americký film z roku 1956, jenž je parodií na americký komediální film, který satiricky popisuje okupaci Japonska ze strany Spojených států, zejména pak souostroví Rjúkjú a ostrova Okinawa po japonské kapitulaci, která ukončila 2. světovou válku. Hlavními hvězdami filmu jsou Marlon Brando a Glenn Ford. Režie se ujal Daniel Mann.
Film je natočen podle divadelní hry, kterou napsal John Patrick podle stejnojmenného románu Verna J. Sneidera z roku 1951. Hra byla na Broadwayi uvedena roku 1953. Patrick za adaptaci získal Pulitzerovu cenu a broadwayské ocenění Tony Award, poté napsal i scénář k filmu. Film si odbyl svoji premiéru na 7. ročníku Berlínského mezinárodního filmového festivalu v roce 1957.

## Děj
Kapitán Fisby (Glenn Ford) je poslán do amerikazované vesnice Tobiki na Okinawě, největším ostrově Rjúkjú. Jeho velící důstojník, plukovník Wainwright Purdy III (Paul Ford), mu zajistí společnost jednoho z místních – tlumočníka Sakiniho (Marlon Brando).
Plukovník Purdy se chce stát generálem a doufá v dosažení tohoto cíle právě za pomoci Kapitána Fisbyho. Bohužel zjistí, že byl Fisby převelen spíše kvůli neschopnosti. Je třeba zrealizovat vojenské plány na ohledně zavedení demokracie v Tobiki. K tomu má sloužit stavba školy ve tvaru pentagonu, založení ženského spolku, přednášení o demokracii, zavedení policie nebo výroba a prodej tradičních suvenýrů. Místní se ovšem snaží Fisbyho přesvědčit, aby místo školy raději postavili čajovnu po vzoru velkých měst. Ten se později díky přízni obyvatelů a jejich darů a hlavně Sakinimu a gejši Lotosový květ (Machiko Kyō), která je mu také dána darem, přizpůsobí životu ve vesnici a zvyklostem, což se později moc nezamlouvá velení.
Výroba a prodej suvenýrů k oživení ekonomiky ani zdaleka nevychází, ale Američané je nechtějí kupovat kvůli vysoké ceně bez ohledu na ruční práci, navíc je klece na cvrčky, malované hrníčky nebo geta (japonské dřevěné sandály) příliš nezaujaly. Po přiznání porážky vesničané nadhodí, že se jdou opít. Fisby zjistí, že si místní vyrábí vlastní pálenku ze sladkých brambor, a rozhodne se navýšení výroby, jelikož ví, že o alkohol budou mít vojáci zájem. Jak předpokládal, pálenka jde na odbyt, a brzy se začne stavět čajovna.
Plukovník Purdy je znepokojen hlášeními od Fisbyho a má pochybnosti o jeho zdravotním stavu, vyšle tedy do vesnice psychiatra Kapitána McLeana (Eddie Albert). Toho Fisby uvítá v županu nahrazujícím kimono, s gety na nohou a s tradičním slaměným kloboukem na hlavě. Ukáže se, že McLean je nadšený do organického zemědělství. Když mu Fisby umožní pěstovat, zapomene na své povinnosti a také se stane součástí vesnického života. 
Slavnostní otevření čajovny bohužel naruší Purdy, který do Tobiki zavítá, když nedostává hlášení. Fisbyho a McLeana najde ve veselé náladě. Fisbymu je sděleno, že je zatčen a bude obviněn, je tedy nucen se rozloučit s gejšou. Ta mu však sdělí, že i přes její odchod zůstává věrná jemu jako svému pánovi. Purdy nařídí zničit palírnu a zbourat čajovnu. Hrstka vesničanů nad ním však vyzraje a jsou ve skutečnosti zničeny jen sudy s vodou a čajovna se dá ve skutečnosti znovu sestavit dohromady.
Purdy už definitivně ztrácí svoji naději na povýšení, když zjistí, že nejvyšší velitel spojeneckých sil chce dát Tobiki jako příklad úspěšného provedení plánu demokratizace. Plukovník lituje svých rozhodnutí a v tu chvíli se projeví prozíravost vesničanů a čajovna je opět obnovena.

## Obsazení
- Marlon Brando jako Sakini
- Glenn Ford jako Kapitán Fisby
- Machiko Kyō jako Lotosový Květ
- Eddie Albert jako Kapitán McLean
- Paul Ford jako Plukovník Wainwright Purdy III
- Jun Negami jako pan Seiko
- Nijiko Kiyokawa jako slečna Higa Jiga
- Mitsuko Sawamura jako malá holčička
- Henry (Harry) Morgan jako Četař Gregovich

## České znění
- Martin Sobotka - Marlon Brando (Sakini)
- Jan Šťastný - Glenn Ford (Kapitán Fisby)
- Jan Schánilec - Paul Ford (Plukovník Wainwright Purdy III)
- Jiří Čapka - Harry Morgan (Četař Gregovich)
- Martin Zahálka - Eddie Albert (Kapitán McLean)
- Dalimil Klapka - Raynum K. Tsukamoto (Pan. Oshira)

České znění vyrobila tvůrčí skupina Aleny Poledňákové a Vladimíra Tišnovského, Česká televize, v roce 2000.

## Výroba
Marlon Brando strávil dva měsíce studováním okinawské kultury nebo jazyka. Trávil dvě hodiny denně v maskérně, aby se z něj stal Asiat

Role Plukovníka Purdyho původně patřila Louisi Calhernovi, ten bohužel zemřel během natáčení. Následně byl nahrazen Paulem Fordem. 
Film využil hudby japonských umělců, která se nahrávala v Kjótu.

## Přijetí
Film byl nominován na Zlatý Glóbus jako film podporující mezinárodní porozumění. 

### Tržby
Podle MGM film vydělal 5 550 000 amerických dolarů v USA a Kanadě a 3 375 000 dolarů ve světě, což byly největší zisky studia onoho roku.

## Odkaz
Vedle Japanese War Bride a Sayonara film údajně zvýšil zájem učenců o rasovou toleranci v USA. Uvádí se, že film popisuje asijské ženy jako pasivní, sexuálně povolné a ovladatelné, nebo přímo vyloženě jako prostitutky.